# Haggerty Hill
Der Hagerty Hill ist ein größtenteils eisfreier und 1110 m hoher Berg im ostantarktischen Viktorialand. An der Scott-Küste ragt er 800 m südöstlich des Salmon Hill und unmittelbar nördlich der Mündung des Salmon-Gletschers in den Koettlitz-Gletscher auf.
Das Advisory Committee on Antarctic Names benannte ihn 1992 nach Patrick R. Haggerty vom Ingenieursunternehmen Holmes & Narver aus dem kalifornischen Orange, der in den 1970er und 1990er Jahren an Logistik- und Bautätigkeiten auf der McMurdo-Station, der Amundsen-Scott-Südpolstation, der Siple-Station und diversen Feldlagern in Antarktika beteiligt war und dabei weibliche Konstrukteure im United States Antarctic Program beschäftigte sowie computerbasierte Bauplanungen einführte.